# Protección viscoelástica
Una protección viscoelástica o acolchamiento viscoelástico es un tipo de elemento formado de material viscoelástico dispuesto de manera que proteja al cuerpo humano (u otro elemento) de esfuerzos excesivos llevando a presiones sobre la superficie del mismo reducidas.

## Origen y usos del material viscoelástico
El material viscoelástico fue desarrollado por la NASA con unas propiedades completamente innovadoras y con la intención de aliviar la presión que los tejidos podían llegar a producir en el cuerpo de los astronautas durante el despegue de la nave espacial. Este tipo de material sintético nació como resultado directo del programa espacial en los años 60, aunque fue a principios de los 90 cuando los investigadores lograron incorporarlo al uso doméstico.
Este material se utiliza hoy en día en el sector textil, del automóvil, de la construcción, del mobiliario, del deporte y del ocio. En especial, destaca su uso en hospitales, puesto que al no producir ningún tipo de presión sobre el cuerpo, el viscoelástico se utiliza en productos sanitarios como prótesis y colchones adaptables para personas con dolencias lumbares o cervicales, con zonas corporales inflamadas o delicadas, o para personas que pasan mucho tiempo postradas en la cama y necesitan un equipo de descanso adaptable. Actualmente los laboratorios de Bayer son los que mejores resultados están obteniendo en la investigación y comercialización de este material.

## Colchones viscoelásticos

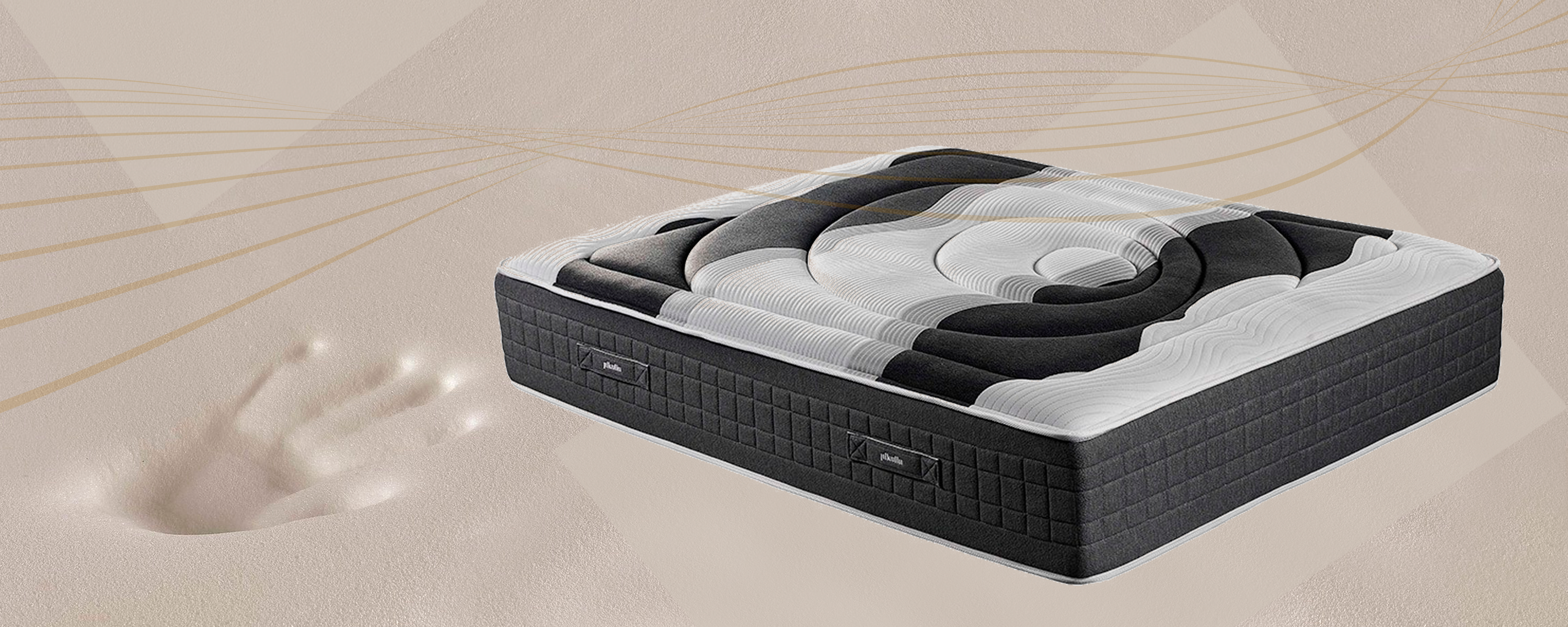
Colchón-viscoelastico

El uso del viscoelástico en el sector del descanso está cada vez más arraigado debido a que las prestaciones que ofrece son actualmente las más recomendadas para un descanso saludable: firmeza media combinada con adaptabilidad. Sin embargo, hay que saber diferenciar entre los distintos tipos de viscoelástico y conocer las características y densidades que ofrece cada uno de ellos para poder valorar un equipo de descanso.

### Tipos de viscoelástico
Principalmente se utilizan dos tipos de material viscoelástico para la fabricación de colchones: viscoelástico espumado o moldeado.
- El viscoelástico espumado es el que comúnmente se denomina "de poro abierto" o de "célula abierta", esto hace que la entrada y salida del aire sea más rápida. Para la fabricación del espumado se vierte el viscoelástico en una superficie abierta y se le añade un producto químico que, al reaccionar con el aire, crece sin limitaciones. Tras este proceso, el bloque viscoelástico se corta en la medida deseada. La principal desventaja de este proceso es que la densidad del material no es homogénea en toda su superficie, lo que puede dar lugar a deformaciones prematuras del colchón.

- En el viscoelástico moldeado el proceso de fabricación se distingue del espumado en que la reacción química entre los distintos elementos se realiza en un molde cerrado. El resultado es un material de poro abierto pero más pequeño donde la circulación del aire es más lenta y la sensación viscoelástica es mayor. Este proceso garantiza que la densidad que se certifica es homogénea en toda la superficie del colchón.

La ventilación de este tipo de material es muy ventajosa, puesto que no necesita una transpiración especial como la que precisan otros tipos de colchón (como los de látex natural), el viscoelástico, al ser un material sintético y poroso, transpira por sí mismo.
Otro aspecto a tomar en cuenta es la calidad de las espumas que se usan. No es lo mismo una espuma denominada sólo como viscoelástica que una que garantiza ser HR o High resilience, alta capacidad de recuperación, en castellano. Esto significa que la espuma ha sido sometida a una prueba de fatiga dinámica, en la que se estresa el material para garantizar su resistencia.

### Densidad del viscoelástico
La densidad del material viscoelástico se traduce en la cantidad de material que contiene por cada metro cúbico (Kg/m3). Dependiendo de la densidad del viscoelástico utilizado para la fabricación de colchones, éstos ofrecerán unas prestaciones u otras.
Podría decirse que a mayor densidad, mayor sensación viscoelástica y mayor grado de adaptabilidad, por lo tanto, mejores resultados. Sin embargo, hay quien se decanta por una adaptabilidad media y opta por ello por una densidad media.
- la densidad más baja que puede encontrarse en núcleos viscoelásticos oscila en torno a los 18-20 Kg/m3
- podríamos hablar de una densidad media cuando se trata de viscoelástico de 30-40 Kg/m3
- una densidad alta, cuando sobrepasa los 50 Kg/m3.

Las prestaciones y densidades de este material suelen certificarlas institutos y laboratorios independientes. Es importante que un colchón disponga de los certificados que garantizan la calidad del producto y de los materiales que lo componen.

### Composición de un colchón viscoelástico

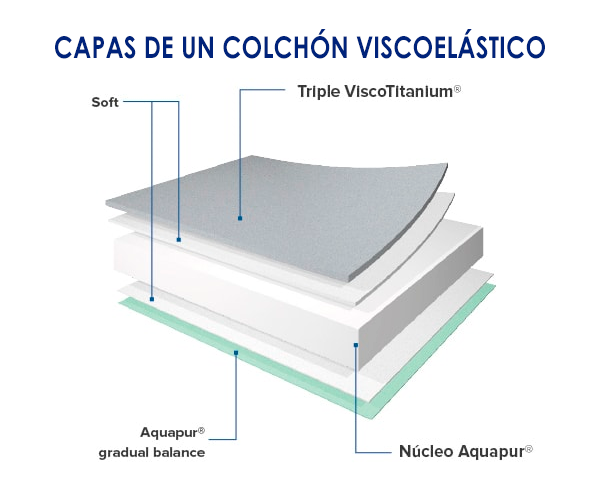
Colchón-viscoelastico

Las partes que componen un colchón viscoelástico son principalmente cuatro: la funda, el acolchado, el núcleo viscoelástico y el soporte de espuma HR (Alta capacidad de recuperación). Sin embargo, el mercado se encuentra muy fragmentado y se llegan a ofrecer productos básicos que no cuentan con todos estos elementos, lo cual hace que el precio del colchón pueda oscilar tanto dependiendo de si es de la gama más básica o de la más alta. Es importante que el fabricante especifique las partes de las que se compone su producto y que el consumidor que pida estas especificaciones o se puede encontrar con un colchón sin la estructura necesaria para que su durabilidad sea adecuada.
- La funda de los colchones puede ser fija o desenfundable. Las características dependerán de la gama a la que pertenezca. En colchones de alta gama, las fundas incluyen prestaciones añadidas como pueden ser un topper con más material viscoelástico y sistemas de ventilación específicos para incrementar la confortabilidad. Existen fundas con conceptos avanzados de aireación, que hacen de la funda una parte importante del colchón por aplicar conceptos como ventilación continua del núcleo, termorregulación, barreras higiénicas ante la proliferación de bacterias, ácaros y polvo, y evitar la acumulación de cualquier tipo de humedad. Además, estas fundas pueden incluir acolchados y materiales especiales que se incluyen en su fabricación y aportan un plus de confort al núcleo.

- El acolchado de los colchones viscoelásticos desde 1 cm de material viscoelástico y 10 cm, dependiendo de la gama y el fabricante, independientemente de la densidad que contenga el viscoelástico del núcleo del colchón.

- Bajo el acolchado, el núcleo contiene la principal plancha del material adaptable. Los colchones viscoelásticos pueden contener entre 4 y 21 cm de este material en el núcleo, igual que en el acolchado, depende de la gama y el fabricante.

- El soporte sobre el que se apoya el núcleo viscoelástico es una espuma que generalmente se denomina HR (High Resilience) y aporta firmeza final al colchón, algo así como los cimientos del colchón. Existen distintos tipos de HR y de diferentes características. Al igual que ocurre con el material viscoelástico, estas espumaciones pueden variar en su densidad, siendo lo habitual 30-40 Kg/m3 y son mayores a estas en colchones de alta gama.